# شکرانه (دعا)

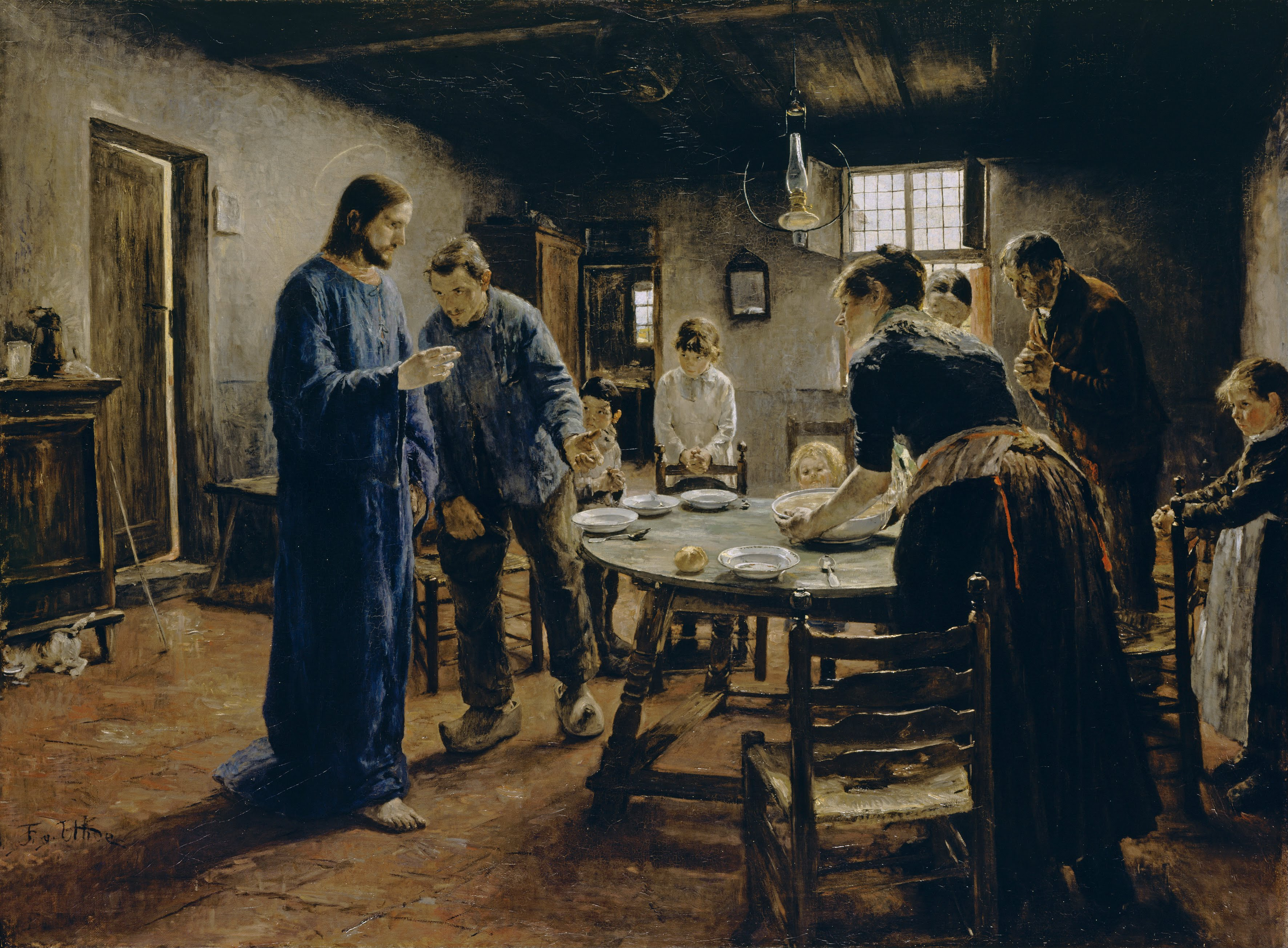
شکرانه‌گویی پیش از خوراک, اثر فریتس فون اوده، ۱۸۸۵.

شُکرانه (انگلیسی: Grace) یا دعای قبل از غذا، یک سنت مذهبی است که در آن افراد قبل از شروع به خوردن غذا، دعایی را برای سپاسگزاری از خداوند به خاطر نعمت غذا و درخواست برکت برای آن، می‌خوانند. این سنت در بسیاری از ادیان و فرهنگ‌ها وجود دارد، اما معمولاً با مسیحیت مرتبط است.
در مسیحیت، خواندن شکرانه قبل از غذا ریشه در کتاب مقدس مسیحیت دارد، که در آن عیسی و پولس قبل از صرف غذا دعا می‌کردند. این عمل نشان‌دهنده این باور است که انسان‌ها باید از خداوند، که منشأ همه چیز است، تشکر کنند.
دعاهای شکرانه معمولاً شامل سپاسگزاری برای غذا، درخواست برکت برای آن و گاهی اوقات یادآوری افراد نیازمند است. این دعاها می‌توانند کوتاه و ساده یا طولانی و مفصل باشند و اغلب به صورت شفاهی یا از حفظ خوانده می‌شوند.
در برخی خانواده‌ها و جوامع، خواندن شکرانه قبل از غذا یک سنت مهم و بخشی جدایی‌ناپذیر از وعده‌های غذایی است. این عمل نه تنها به عنوان یک سپاسگزاری مذهبی، بلکه به عنوان یک لحظه برای آرامش، تأمل و گردهمایی خانواده و دوستان نیز در نظر گرفته می‌شود.

## جملات دعا
برخی از دعاهای رایج مسیحیان هنگام صرف غذا عبارت‌اند از:
- کاتولیک لاتین (قبل از غذا):

«پروردگارا، ما و این هدایای تو را که به لطف و بخشش تو دریافت می‌کنیم، متبرک کن. به نام مسیح، خداوند ما. آمین.» (قبل و بعد از این دعا، علامت صلیب کشیده می‌شود. برخی از لوتری‌های آلمانی نیز از این دعا استفاده می‌کنند)
- کاتولیک لاتین (بعد از غذا):

«خدای قادر متعال، برای همه نعمت‌های تو سپاسگزاریم. تو زنده‌ای و تا ابد سلطنت می‌کنی. آمین.» (قبل و بعد از این دعا، علامت صلیب کشیده می‌شود)
- کاتولیک شرقی و ارتدوکس شرقی (قبل از غذا):

«ای مسیح خدا، غذا و نوشیدنی بندگانت را متبرک کن، زیرا تو مقدس هستی، همیشه، اکنون و تا ابد، و تا ابدالآباد. آمین.» (کسی که دعا را می‌گوید ممکن است با دست راست خود علامت صلیب را بر روی غذا بکشد).
- کاتولیک شرقی و ارتدوکس شرقی (بعد از غذا):

پس از صرف غذا، همه می‌ایستند و می‌خوانند: «ما از تو سپاسگزاریم، ای مسیح خدای ما، که ما را با هدایای زمینی خود سیر کردی. ما را از پادشاهی آسمانی خود محروم مکن، بلکه همان‌طور که در میان شاگردان خود آمدی، ای نجات دهنده، و به آنها آرامش دادی، به سوی ما بیا و ما را نجات بده.» همچنین سرودهای فصلی وجود دارند که در طول اعیاد بزرگ مختلف خوانده می‌شوند. در عید پاک، رسم است که تروپاریون عید پاک خوانده شود.
- انگلیکان:

«پدر، هدایای خود را برای استفاده ما و ما را برای خدمت به تو متبرک کن. به خاطر مسیح آمین.»
- لوتری (دعای برکت و شکرگزاری لوتر در هنگام غذا) (قبل از غذا):

«چشمان همه به سوی توست، ای خداوند، و تو غذای آنها را در زمان مناسب به آنها می‌دهی. تو دست خود را باز می‌کنی و آرزوی هر موجود زنده‌ای را برآورده می‌کنی. پدر ما… پروردگار، پدر آسمانی، ما و این هدایای تو را که از لطف و بخشش تو دریافت می‌کنیم، به نام عیسی مسیح، پروردگار ما، متبرک کن. آمین.» یا، به عنوان جایگزین، «چشمان همه به توست، ای خداوند، و تو غذای آنها را در زمان مناسب به آنها می‌دهی. تو دست خود را باز می‌کنی و آرزوی هر موجود زنده‌ای را برآورده می‌کنی. پدر ما… پروردگار، پدر آسمانی، ما و این هدایای تو را که از لطف و بخشش تو دریافت می‌کنیم، متبرک کن. به نام عیسی مسیح، پروردگار ما. آمین.»
- لوتری (معمولاً دعای رایج سفره) (قبل از غذا):

«بیا، خداوند عیسی، مهمان ما باش، و بگذار این هدایا برای ما متبرک شوند. آمین.»
- لوتری (دعای برکت و شکرگزاری لوتر در هنگام غذا) (بعد از غذا):

«خداوند را شکر کنید، زیرا او نیکوست؛ زیرا رحمت او تا ابد پایدار است. (معمولاً در اینجا تمام می‌شود) او به هر موجودی غذا می‌دهد. او برای گاو و برای زاغ‌های جوان وقتی صدا می‌زنند غذا فراهم می‌کند. لذت او در قدرت اسب نیست و لذت او در پاهای مرد نیست. خداوند از کسانی که از او می‌ترسند، که به عشق بی‌پایان او امیدوارند، لذت می‌برد. [پدر ما...] ما از تو سپاسگزاریم، پروردگار خدا، پدر آسمانی، برای همه نعمت‌هایت، به واسطه عیسی مسیح، پروردگار ما، که با تو و روح القدس، تا ابدالاباد زنده است و سلطنت می‌کند. آمین.»
- متدیست/وسلیان (دعا قبل از غذا):

«سر سفره ما حاضر باش، پروردگارا. در اینجا و همه جا ستایش شو. این رحمت‌ها را برکت بده و عطا کن که ما بتوانیم در رفاقت با تو جشن بگیریم. آمین.»
- متدیست/وسلیان (دعا بعد از غذا):

«ما از تو سپاسگزاریم، پروردگارا، برای این غذای ما، اما بیشتر به خاطر خون عیسی. بگذار مانا به روح ما داده شود، نان حیات، که از آسمان نازل شده است. آمین.»
- موراویایی:

"سر سفره ما حاضر باش، پروردگارا. در اینجا و همه جا ستایش شو. از دست سخاوتمند تو، باشد که غذای خود را با قدردانی دریافت کنیم. آمین" (ممکن است با آهنگ سرود "Wareham" یا "Old Hundredth" خوانده شود)
- موراویایی:

«بیا خداوند عیسی، مهمان ما باش و این هدایایی را که به تو عطا شده است، برکت بده. آمین»
- اسکاتلندی (سلکیرک گریس):

«بعضی‌ها غذا دارند و نمی‌توانند بخورند، و بعضی‌ها می‌خواهند بخورند که آن را نمی‌خواهند. اما ما غذا داریم و می‌توانیم بخوریم، پس بگذارید خداوند شکر شود.»
- کلیسای انگلستان، رایج در مدارس مذهبی بریتانیا و استرالیا:

«برای آنچه که در شرف دریافت آن هستیم، باشد که خداوند ما را واقعاً سپاسگزار/شکرگزار کند. آمین.»
- استفاده شده در برخی اردوگاه‌های تابستانی YMCA:

«پدر ما، برای این روز، برای دوستانمان، برای این غذا، از تو سپاسگزاریم. آمین.»
- پروتستان (انگلیکان و کلیسای انگلستان):

«برای آنچه که در شرف دریافت آن هستیم، باشد که خداوند ما را واقعاً سپاسگزار/شکرگزار کند. آمین.»
- پرسبیتری (دعا قبل از غذا):

«خدای مهربان، ما در برابر تو گناه کرده‌ایم و لایق رحمت تو نیستیم. گناهان ما را ببخش و این نعمت‌ها را برای استفاده ما برکت بده و به ما کمک کن تا برای جلال تو بخوریم و بنوشیم، به خاطر مسیح. آمین.»
- پرسبیتری (دعا بعد از غذا):

«خدای متبرک، در تو ما زنده هستیم، حرکت می‌کنیم و هستیم. ما را برای رحمت‌هایت شکرگزار کن. و همان‌طور که به لطف تو زندگی می‌کنیم، به ما کمک کن تا برای ستایش تو زندگی کنیم و منتظر زندگی بهتری با خودت در بالا باشیم، به واسطه عیسی مسیح، پروردگار ما. آمین.»
- به لاتین:

"In Nomine Patris, et Filii, et Spiritus Sancti. Amen. Benedic, Domine, nos et haec Tua dona, quae de Tua largitate sumus sumpturi. Per Christum Dominum nostrum. Amen." معنی: "به نام پدر، پسر و روح القدس. آمین. پروردگارا، ما و این هدایای تو را که از سخاوت تو دریافت می‌کنیم، متبرک کن. به نام مسیح، خداوند ما. آمین."
- لاتین (در پایان غذا):

"Agimus Tibi gratias, omnipotens Deus, pro universis beneficiis Tuis. Qui vivis et regnas in saecula saeculorum. Amen." معنی: "خدای قادر متعال، برای همه نعمت‌های تو سپاسگزاریم. تو زنده‌ای و تا ابد سلطنت می‌کنی. آمین."